# تیم ملی فوتبال زنان اکوادور
تیم ملی فوتبال زنان اکوادور نمایندهٔ فوتبال کشور اکوادور در ردهٔ زنان است که تحت نظارت فدراسیون فوتبال اکوادور قرار دارد.
این تیم برای اولین بار به جام جهانی فوتبال زنان ۲۰۱۵ صعود کرد.